# Ayuk Otay Arrey Sophina
Ayuk Otay Arrey Sophina, née le 3 janvier 1994, est une judokate camerounaise.

## Carrière
Elle est la porte-drapeau de la délégation camerounaise aux Jeux olympiques de la jeunesse de 2010 à Singapour. En 2017, elle est faite chevalier de l'ordre de la Valeur.
Elle est médaillée de bronze dans la catégorie des moins de 70 kg aux Jeux de la Francophonie de 2017 à Abidjan, aux championnats d'Afrique 2019 au Cap et aux Jeux africains de 2019 à Rabat. Dans cette même catégorie, elle est médaillée d'argent aux championnats d'Afrique 2020 à Antananarivo.
Elle obtient la médaille d'argent dans la catégorie des moins de 78 kg aux Championnats d'Afrique de judo 2022 à Oran.